# Madalena do Mar
Madalena do Mar é uma freguesia do município da Ponta do Sol, freguesia  com 2,07 km² de área e 508 habitantes (censo de 2021). A sua densidade populacional é 245,4 hab./km².
Localiza-se a uma latitude 32.6833 (32°41') Norte e a uma longitude 17.133 (17°8') Oeste, estando a uma altitude de 5 metros (estrada marginal). Madalena do Mar tem uma estrada que liga Calheta e Funchal. A atividade principal é o cultivo da banana. É banhada pelo Oceano Atlântico a sul e tem montanhas a norte.

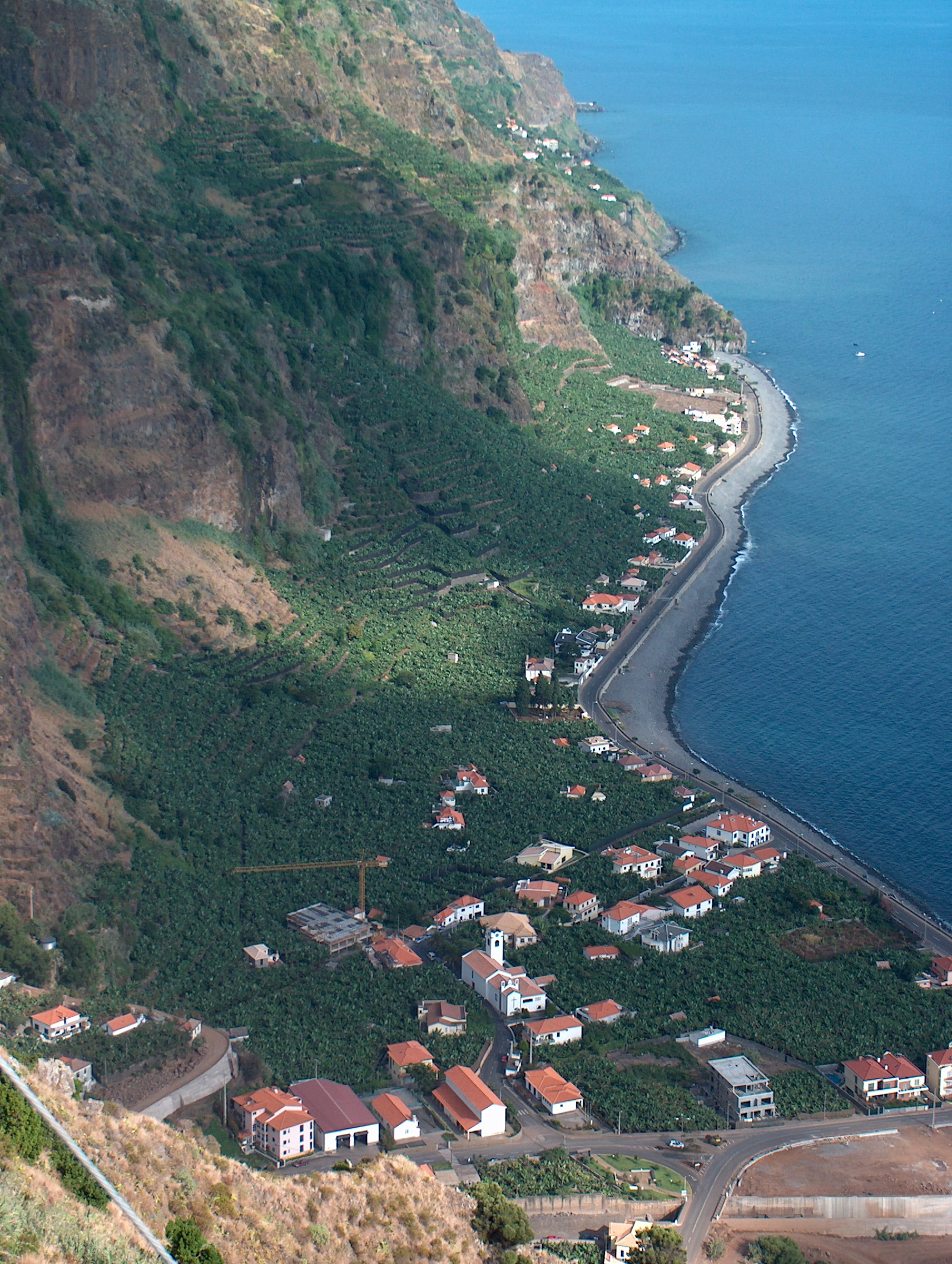
Madalena do Mar vista da montanha

## Demografia
A população registada nos censos foi:
Nota: Nos anos de 1911 a 1930 estava anexada à freguesia de Canhas. Pelo decreto lei nº 30.214, de 22/12/1939, passaram a constituir freguesias autónomas (Fonte: INE)
| Distribuição da População por Grupos Etários | Distribuição da População por Grupos Etários | Distribuição da População por Grupos Etários | Distribuição da População por Grupos Etários | Distribuição da População por Grupos Etários |
| -------------------------------------------- | -------------------------------------------- | -------------------------------------------- | -------------------------------------------- | -------------------------------------------- |
| Ano                                          | 0-14 Anos                                    | 15-24 Anos                                   | 25-64 Anos                                   | > 65 Anos                                    |
| 2001                                         | 129                                          | 103                                          | 349                                          | 106                                          |
| 2011                                         | 72                                           | 61                                           | 271                                          | 112                                          |
| 2021                                         | 42                                           | 49                                           | 291                                          | 126                                          |

## Património
- Igreja Paroquial de Madalena do Mar;
- Igreja de Santa Maria Madalena.